# Sid McCray
Pour les articles homonymes, voir McCray.
Sid McCray (mort le 9 septembre 2020), est un chanteur punk américain.

## Biographie
Sid McCray est issu d'une famille de militaires qui s'installe à Southeast DC après l'assassinat de Martin Luther King, en 1968. Au début des années 1970, il fait la connaissance de Darryl Aaron Jenifer, avec lequel il partage sa passion de la musique.
En 1977, Sid McCray crée, à Washington (District of Columbia, États-Unis) Mind Power, un groupe de jazz fusion, dans la lignée de Return to Forever, de Chick Corea, et Mahavishnu Orchestra, de John McLaughlin, et dans lequel il est le chanteur. Le groupe comporte également Dr. Know (Gary Miller), à la guitare, Darryl “Cyanide” Aaron Jenifer, à la basse, et Earl Hudson, à la batterie. Le nom du groupe est issu du livre Success Through a Positive Mental Attitude, de Napoleon Hill. Le premier concert a lieu dans la cave des Hudson.
En 1978, le groupe évolue vers le punk-rock, à la façon des Dickies, des Dead Boys et des Sex Pistols. Le groupe change alors de nom, pour adopter celui de Bad Brains, inspiré de la chanson Bad Brain, du quatrième album, Road to Run,  des Ramones. C'est un des premiers groupes punk entièrement afro-américain et un des pionniers du punk hardcore. Cette même année, le groupe enregistre Black Dots, son premier album. En 1979, Sid McCray est remplacé, comme chanteur, par Paul “H. R. Brain” Hudson, frère du batteur Earl Hudson, et le groupe évolue vers le reggae.
Par la suite, Sid Mc Cray continue à accompagner le groupe durant ses tournées.

## Discographie
- 1978 - Black Dots - Cassette audio.

1996 - Rééd. CD Caroline.

## Filmographie
- 2006 - American Hardcore - Film documentaire -  Lui-même.